# Palasip Qaqqaa
Palasip Qaqqaa (Tidligere Præstefjeldet) er et 544 meter højt fjeld i Qeqqata kommune i det vestlige Grønland. Det er beliggende på det grønlandske fastland ud til Davisstrædet, nord for Sisimiut Lufthavn.
Palasip Qaqqaa har to adskilte topmøder: det vestlige 466 m og det østlige topmøde, kulminerende med to toppe ved 544 meter. Toppene er adskilt af en fordybning af en bred sadel. Massivet er adskilt fra resten af højderyggen via flere utydelige sadler i øst.
Den sydlige mur af Palasip Qaqqaa - den eneste mur af alpin karakter i massivet - er gennemskåret af en skorsten mellem hovedtoppen og den lidt lavere top mod vest. Det er den eneste del af massivet, som er interessant for bjergbestigere.
Forbi den sydlige søjle, der falder direkte fra toppen, går muren gradvist ud i en gradvis mindre stejl klippe- og græsklædt skråning. Den nordlige skråning er ikke stejl og er tilgængelig via en række ruter.

## Turisme
Hotellerne i Sisimiut arrangerer guiedede ture til fjeldet. Vandreturen op til Palasip Qaqqaa varer normalt fra 3 til 5 timer.
Fra toppen er der udsigt til Sisimiut, fjordene og Davisstrædet. 